# Kaito Toba
Kaito Toba (Fukuoka, Prefectura de Fukuoka, Japón, 7 de abril de 2000) es un piloto de motociclismo japonés que actualmente disputa el Campeonato Mundial de Supersport con el equipo PETRONAS MIE Honda Racing.

## Resultados

### Red Bull MotoGP Rookies Cup
(Carreras en negrita indica pole position, carreras en cursiva indica vuelta rápida)
| Temp. | 1       | 2       | 3       | 4       | 5     | 6     | 7     | 8     | 9       | 10      | 11      | 12    | 13      | Pos. | Pts. |
| ----- | ------- | ------- | ------- | ------- | ----- | ----- | ----- | ----- | ------- | ------- | ------- | ----- | ------- | ---- | ---- |
| 2015  | JER 4   | JER 9   | ASS 10  | ASS Ret | SAC 7 | SAC 3 | BRN 7 | BRN 6 | SIL Ret | SIL Ret | MIS Ret | ARA 7 | ARA Ret | 9.º  | 79   |
| 2016  | JER Ret | JER Ret | ASS Ret | ASS 7   | SAC 4 | SAC 1 | RBR 4 | RBR 6 | BRN Ret | BRN 6   | MIS 3   | ARA 1 | ARA Ret | 5.º  | 121  |

### FIM CEV Moto3 Junior World Championship
(Carreras en negrita indica pole position, carreras en cursiva indica vuelta rápida)
| Temp. | 1      | 2      | 3       | 4       | 5       | 6       | 7     | 8      | 9       | 10      | 11      | 12      | Pos. | Pts. |
| ----- | ------ | ------ | ------- | ------- | ------- | ------- | ----- | ------ | ------- | ------- | ------- | ------- | ---- | ---- |
| 2015  | ALG 15 | LMS 11 | CAT Ret | CAT Ret | ARA 10  | ARA Ret | ALB 9 | NAV 19 | JER Ret | JER Ret | VAL 11  | VAL 16  | 20.º | 24   |
| 2016  | VAL 10 | VAL 1  | LMS 2   | ARA 4   | CAT Ret | CAT Ret | ALB 3 | ALG 6  | JER Ret | JER 4   | VAL Ret | VAL Ret | 4.º  | 103  |

### Campeonato del mundo de motociclismo

#### Por temporada
| Temp. | Cat.  | Moto  | Equipo              | Carreras | Victorias | Podios | Poles | V.Ráp. | Pts. | Pos. |
| ----- | ----- | ----- | ------------------- | -------- | --------- | ------ | ----- | ------ | ---- | ---- |
| 2017  | Moto3 | Honda | Honda Team Asia     | 18       | 0         | 0      | 0     | 0      | 7    | 30.º |
| 2018  | Moto3 | Honda | Honda Team Asia     | 18       | 0         | 0      | 0     | 0      | 37   | 22.º |
| 2019  | Moto3 | Honda | Honda Team Asia     | 18       | 1         | 1      | 0     | 1      | 63   | 19.º |
| 2020  | Moto3 | KTM   | Red Bull KTM Ajo    | 15       | 0         | 1      | 0     | 0      | 41   | 18.º |
| 2021  | Moto3 | KTM   | CIP Green Power     | 18       | 0         | 1      | 0     | 0      | 64   | 17.º |
| 2022  | Moto3 | KTM   | CIP Green Power     | 20       | 0         | 1      | 0     | 0      | 63   | 19.º |
| 2023  | Moto3 | Honda | SIC58 Squadra Corse | 20       | 0         | 1      | 0     | 0      | 105  | 11.º |
| Total |       |       |                     | 127      | 1         | 5      | 0     | 1      | 380  |      |

- * Temporada en curso.

#### Carreras por año
(Carreras en negrita indica pole position, carreras en cursiva indica vuelta rápida)
| Año  | Cat.  | Moto  | 1      | 2      | 3       | 4       | 5       | 6       | 7       | 8       | 9       | 10      | 11     | 12      | 13      | 14      | 15     | 16     | 17      | 18      | 19      | 20     | Pos. | Pts. |
| ---- | ----- | ----- | ------ | ------ | ------- | ------- | ------- | ------- | ------- | ------- | ------- | ------- | ------ | ------- | ------- | ------- | ------ | ------ | ------- | ------- | ------- | ------ | ---- | ---- |
| 2017 | Moto3 | Honda | QAT 19 | ARG 10 | AME Ret | SPA 17  | FRA Ret | ITA 25  | CAT 23  | NED 19  | GER 21  | CZE 29  | AUT 15 | GBR Ret | RSM Ret | ARA 28  | JPN 21 | AUS 20 | MAL 20  | VAL 24  |         |        | 30.º | 7    |
| 2018 | Moto3 | Honda | QAT 7  | ARG 19 | AME Ret | SPA 9   | FRA 17  | ITA 20  | CAT 6   | NED 16  | GER 18  | CZE Ret | AUT 16 | GBR C   | RSM 13  | ARA 26  | THA 12 | JPN 17 | AUS 19  | MAL 12  | VAL Ret |        | 22.º | 37   |
| 2019 | Moto3 | Honda | QAT 1  | ARG 10 | AME Ret | SPA 6   | FRA 6   | ITA Ret | CAT Ret | NED Ret | GER Ret | CZE Ret | AUT 18 | GBR 20  | RSM Ret | ARA DNS | THA 7  | JPN 17 | AUS Ret | MAL Ret | VAL 13  |        | 19.º | 63   |
| 2020 | Moto3 | KTM   | QAT 14 | SPA 19 | AND 11  | CZE 11  | AUT 20  | EST NC  | RSM 17  | ERM 9   | CAT 18  | FRA Ret | ARA 11 | TER 3   | EUR Ret | VAL Ret | POR 15 |        |         |         |         |        | 18.º | 41   |
| 2021 | Moto3 | KTM   | QAT 9  | DOH 5  | POR NC  | SPA 16  | FRA 21  | ITA 12  | CAT 9   | GER 2   | NED 13  | EST 12  | AUT 10 | GBR Ret | ARA 16  | RSM 14  | AME 23 | ERM 17 | ALG NC  | VAL 17  |         |        | 17.º | 64   |
| 2022 | Moto3 | KTM   | QAT 3  | INA 12 | ARG 9   | AME Ret | POR 17  | SPA 7   | FRA 15  | ITA 16  | CAT 15  | GER 20  | NED 10 | GBR 4   | AUT 10  | RSM 19  | ARA 23 | JPN 21 | THA Ret | AUS 17  | MAL 17  | VAL 24 | 19.º | 63   |
| 2023 | Moto3 | Honda | POR 11 | ARG 7  | AME11   | SPA Ret | FRA12   | ITA10   | GER14   | NED11   | GBR14   | AUT14   | CAT7   | RSM6    | BAH2    | JPN8    | INA12  | AUS17  | THA10   | MALRet  | QAT8    | VAL20  | 11.º | 105  |

- * Temporada en curso.